# The Single Factor
The Single Factor es el noveno álbum del grupo de rock progresivo Camel publicado en 1982. Producido por Tony Clark , Andy Latimer y Haydn Bendall . Luego de Nude, se esperaba que el siguiente álbum fuese de gran nivel. Pero no fue así. Las cosas no iban bien para la banda debido a la inestabilidad de algunos miembros. Andy Ward deja el grupo, en un comienzo se decía que era por una lesión en una de sus manos, lo que luego se desmintió cuando Andy Latimer dijo que Ward se había ido debido a sus problemas con el alcohol.

## Creación
En los últimos meses de 1981 Andy Latimer estuvo escribiendo los temas para The Single Factor con Susan Hoover, adoptando un enfoque más directo y no conceptual como el anterior disco. 
Cuando llegó el momento de entrar en Abbey Road Studios , el guitarrista se había convertido en el único superviviente de la formación original y fue entonces cuando comienza la amistad con Chris Rainbow y David Paton  miembros de Alan Parsons Project que habían estado trabajando en otro lugar de Abbey Road durante la grabación de Nude. Otros músicos que se unieron a la nueva aventura fueron el exguitarrista de Genesis , Anthony Phillips, por aquella época muy cercano a Andy Latimer , Graham Jarvis , Simon Phillips , Francis Monkman o la gran sorpresa en un tema de Peter Bardens al Moog.
Andy Latimer inclinó la última obra maestra hacia la voz probablemente más que nunca antes y con el apoyo magistral de Chris Rainbow y David Paton. El disco fue editado el  7 de mayo de 1982 y ocho días después entró en los charts para mantenerse durante 5 semanas alcanzando el puesto 57 en ventas.

## Tour
Andy Latimer conmemora el décimo aniversario de  Camel con una formación completamente nueva formada por Chris Rainbow , Stuart Tosh , Kit Watkins , Andy Dolby y David Paton. El grupo  se traslada a los Heartbeat Studios en Escocia donde prepara las canciones de la nueva gira por Reino Unido y Europa, que dará comienzo el 15 de mayo de 1982 en Inglaterra y finalizará el 30 de agosto en la Plaza de Toros Monumental de Barcelona.

## Lista de temas
Todos los temas escritos por Andy Latimer.
1. "No Easy Answer" – 2:59
2. "You Are the One" – 5:25
3. "Heroes" (Latimer, Susan Hoover) – 4:52
4. "Selva" – 3:34
5. "Lullabye" – 0:59
6. "Sasquatch" – 4:44
7. "Manic" (Latimer, Susan Hoover) – 4:28
8. "Camelogue" (Latimer, Susan Hoover) – 3:44
9. "Today's Goodbye" (Latimer, Susan Hoover) – 4:10
10. "A Heart Desire" (Latimer, Susan Hoover) – 1:11
11. "End Peace" (Latimer, Anthony Phillips) – 2:55

## Intérpretes
- Andy Latimer: guitarra, bajo, teclados, voces
- Graham Jarvis, Simon Phillips, Dave Mattacks: percusión
- David Paton: bajo, voces
- Anthony Phillips: teclados, guitarra, marimba
- Haydn Bendall, Duncan McKay, Francis Monkman: teclados
- Peter Bardens: órgano, mini moog en “Sasquatch”
- Chris Rainbow: voces
- Jack Emblow: acordeón
- Tristan Fry: xilófono

- Datos: Q1765002